# 溜溜球效应
溜溜球效應（英語：Yo-yo effect）又稱溜溜球型節食（Yo-yo dieting），是指由於減肥者本身採取過度節食的方法，而導致身體出現快速減重與迅速反彈的變化。溜溜球效應是由耶魯大學凯利·D·布朗内尔（Kelly D. Brownell）博士提出，因為這種減肥方式造成體重上上下下的變化非常類似于溜溜球。
在溜溜球效應的過程中，減肥者起初成功減去體重，但是由於在隨後的生活中無法保持體重而導致體重急速反彈。從而減肥者為了減去這部份體重又開始減肥。進而形成一個循環。

## 成因
溜溜球效應的成因各不相同，但是都有一個共同的原因。減肥者為了達到快速減肥的目的而採取了食用超低熱量的食物或極端節食的方法而導致體重快速下降。但是隨著時間的推移，由於這種極端的飲食方法造成減肥者心理產生不良反應，如抑鬱癥和疲勞。最終減肥者會恢復到以往的飲食習慣，從而導致體重的快速反彈。
也有所謂“預設值理論”說明每個個體由於遺傳基因及嬰幼期影響，體重有一預設值（set point），當身體能量為負平衡時，個體代謝會回饋調整，產生兩種代償作用：一為減少基礎代謝率，減少耗能，人體會覺得沒精神不想活動；二為增加對高熱量食物的渴望，克制的意志力減弱，恢復以往飲食習慣，甚或大量尋找零食補充熱量。

## 對健康的影響
這種減肥方法以過度節食取代了均衡飲食和做運動，因肌肉需要負重運動來維持，減肥者在體重下降初期肌肉和脂肪組織會同時消減。節食完畢後，減肥者的身體可能會有嚴重飢餓反應，使身體的脂肪增加，體重因而反彈。這使身體的脂肪與肌肉比率改變，以維持身體正常運作。有研究顯示，老鼠會在溜溜球效应後較易增磅。
Atkinson et al. 於1994年發表的研究則指，「體重周期性改變對身體構造、靜止時的代謝率、脂肪組織分布或將來減肥成功率沒有負面影響」，亦無證據顯示患心血管病的風險會因此增加。然而，由於對體重周期性改變沒有統一定義，該研究對溜溜球節食的真實影響仍無法下定論。
溜溜球節食可能造成情緒和身體的影響，因減肥者可能承受要短時間內減肥的壓力。增重下降的滿足感，最終可能敵不過舊日致肥的飲食習慣和情緒困擾。